# バヤズィット・オスマン
バヤズィット・オスマン（オスマン語: بایزید عثمان、Bayezid Osman〈Osmanoğlu〉、1924年10月3日 - 2017年1月6日）は、オスマン帝国の帝家であったオスマン家の第44代家長・帝位請求者。
第31代皇帝アブデュルメジト1世の曾孫。祖父はアブデュルメジト1世の五男であるメフメト・ブルハネッティン皇子。
帝政廃止後に生まれた初のオスマン家家長である。名目上の皇帝としてはバヤズィット3世。

## 経歴
1924年10月3日、フランスのパリでイブラヒム・テヴフィク・オスマンの三男として生まれる。1931年に父を亡くした後、1941年に母とともにアメリカに移住した。軍勤務を経て、ニューヨークの図書館に勤務した。2009年9月23日、オスマン家43代家長のエルトゥールルが腎不全で死去したため、オスマン家44代家長となったが、2017年に死去する。
なお、妻子ともになしである。

## 系図
- アブデュルメジト1世（31代皇帝）-メフメト・ブルハネッティン-イブラヒム・テヴフィク-バヤズィット3世